# Соуза, Онофре Анаклето де
Онофре Анаклето де Соуза (порт.-браз. Onofre Anacleto de Souza; 18 июня 1931, Атибая, по другим данным — 8 июня 1931, Кампинас — 8 октября 1997, по другим данным — 6 августа 1991, Рио-де-Жанейро), более известный под именем Сабара́ (порт.-браз. Sabará) — бразильский футболист, правый нападающий.

## Карьера
Онофре родился в семье Жозе де Соузы и Бенедиты Балбины Соузы. Он с ранних лет играл в футбол на улицах. Там же он получил своё прозвище — «Сабара». Так в регионе называли плоды растения Жаботикаба, имевшее яркий тёмно-лиловый цвет. А цвет кожи Онофре был очень похож на них. С ранних лет Сабара стал работать. Он трудился помощником каменщика в фирме «Laloni & Bastos». Вместе с ним, на той же должности работал его друг, Кловис, который также стал известным футболистом. Позже их обоих уволили из-за того, что в рабочее время они били в Репинике. Одновременно с работой Сабата играл за любительский клуб «Соуза». В 1947 году его пригласили в местную команду «Понте-Прета». С конца 1940-х годов он начал играть за основу клуба.
В 1952 году Сабара перешёл в «Васко да Гаму» и в первый же сезон стал чемпионом штата Рио-де-Жанейро. Он смог повторить этот успех лишь в 1956 и затем в 1958 годах. Тогда же он выиграл турнир Рио-Сан-Паулу. В 1964 году игрок был уволен из клуба, за который он провёл 576 матчей и забил 165 голов. Годом позже Сабара перешёл в клуб «Португеза», куда его пригласил бывший наставник по «Васко», Жентил Кардозо. В том же году игрок перешёл в венесуэльскую команду «Депортиво Италия». Последним клубом Сабары стал «Бангу», в котором он выступал в 1966, 1967 и 1968 годах.
В составе сборной Бразилии Сабара дебютировал 13 ноября 1955 года в матче с Парагваем, где сразу забил мяч. Всего за национальную команду он провёл 11 игр и забил 1 гол. Он выиграл с командой Кубок Освалдо Круза в 1955 и Кубок Рока в 1960 году. Небольшое количество матчей за клуб связано с высокой конкуренцией на месте правого нападающего в сборной. Помимо Сабары, за место в период его карьеры конкурировали Гарринча, Жулиньо, Жоэл, Канарио, Дорвал, Клаудио, Жаир и Мауриньо.
Последние годы жизни Сабара жил на острове Губернатора, где содержал бар. Он умер в возрасте 66 лет. В июле 2008 года, сын Сабаты, Антониу Апаресиду де Соуза пожертвовал медали и фотоальбомы отца в музей «Васко да Гамы».

## Международная статистика
| Матчи Сабары за сборную Бразилии | Матчи Сабары за сборную Бразилии | Матчи Сабары за сборную Бразилии | Матчи Сабары за сборную Бразилии | Матчи Сабары за сборную Бразилии | Матчи Сабары за сборную Бразилии | Матчи Сабары за сборную Бразилии |
| -------------------------------- | -------------------------------- | -------------------------------- | -------------------------------- | -------------------------------- | -------------------------------- | -------------------------------- |
| №                                | Дата                             | Место проведения                 | Оппонент                         | Счёт                             | Голы                             | Турнир                           |
| 1                                | 13 ноября 1955                   | Рио-де-Жанейро                   | Парагвай                         | 3:0                              | 1                                | Кубок Освалдо Круза              |
| 2                                | 25 марта 1956                    | Белу-Оризонти                    | Атлетико Минейро                 | 1:0                              | —                                | Товарищеский матч                |
| 3                                | 1 апреля 1956                    | Ресифи                           | Сборная шт. Пернамбуку           | 2:0                              | -                                | Товарищеский матч                |
| 4                                | 8 апреля 1956                    | Лиссабон                         | Португалия                       | 1:0                              | -                                | Товарищеский матч                |
| 5                                | 11 апреля 1956                   | Цюрих                            | Швейцария                        | 1:1                              | -                                | Товарищеский матч                |
| 6                                | 1 мая 1956                       | Стамбул                          | Турция                           | 1:0                              | -                                | Товарищеский матч                |
| 7                                | 26 мая 1960                      | Буэнос-Айрес                     | Аргентина                        | 2:4                              | —                                | Кубок Рока                       |
| 8                                | 29 мая 1960                      | Буэнос-Айрес                     | Аргентина                        | 4:1                              | —                                | Кубок Рока                       |
| 9                                | 3 июля 1960                      | Асунсьон                         | Парагвай                         | 2:1                              | —                                | Кубок Атлантики                  |
| 10                               | 9 июля 1960                      | Монтевидео                       | Уругвай                          | 0:1                              | —                                | Кубок Атлантики                  |
| 11                               | 12 июля 1960                     | Рио-де-Жанейро                   | Аргентина                        | 5:1                              | —                                | Кубок Атлантики                  |

9 игр в официальных встречах и 1 гол, 2 игры — в неофициальных

## Достижения
- Чемпион штата Рио-де-Жанейро: 1952, 1956, 1958
- Обладатель Кубка Освалдо Круза: 1955
- Победитель турнира Рио-Сан-Паулу: 1958
- Обладатель Кубка Рока: 1960